# Heinrich Blübaum
Heinrich Blübaum (* Juli 1882 in Lemgo; † im 20. Jahrhundert) war ein deutscher Schlossermeister und hatte für die Deutsche Volkspartei ein Mandat für den Lippischen Landtag.

## Leben
Heinrich Blübaum war in seinem Heimatort als Schlossermeister tätig und führte ein Geschäft, das auch mit Fahrzeugen und Nähmaschinen handelte.
Er engagierte sich politisch, wurde Mitglied der Deutschen Volkspartei und stand bei der Landtagswahl 1921 als deren Kandidat in der Liste Nr. 19 auf einem aussichtslosen Platz. Bei der Wahl der Stadtverordnetenversammlung in Lemgo im selben Jahr stand er für die „Vereinigte bürgerlichen Liste“ ebenso aussichtslos auf Platz 20.
1930 zog er für den Abgeordneten Wilhelm Köster, der wegen einer schweren Erkrankung sein Mandat niederlegen musste, in den Lippischen Landtag ein.